# Atrichum rio-grandense
Atrichum rio-grandense là một loài Rêu trong họ Polytrichaceae. Loài này được (Broth.) Paris mô tả khoa học đầu tiên năm 1904.